# Dr. Nicholson og den blaa Diamant
Dr. Nicholson og den blaa Diamant è un film del 1913, di cui non è noto il regista.

## Trama
Il Dr. Nicholson legge sul giornale un annuncio di tale avvocato J. P. Bang, nel quale si offrono 5000 dollari a chi volesse contrarre un matrimonio di durata temporanea con una giovane donna. Nicholson, dopo alcune ricerche, appura che Bang è l'amministratore della compagnia diamantifera appartenente a Norton, possessore di un'immensa fortuna, e, tra l'altro, del pregiato "diamante azzurro".
In effetti Norton è da poco deceduto, e ha designato come sua unica erede la nipote Alice, a patto che si fosse sposata, altrimenti non avrebbe ricevuto nulla. Alice, piuttosto che cedere alle profferte dei suoi numerosi ammiratori, che l'avrebbero sposata solo per il suo denaro, decide di contrarre matrimonio con uno sconosciuto, con la clausola che, dopo un mese la coppia avrebbe dovuto divorziare. Si era quindi rivolta all'avvocato Bang perché mettesse a punto il meccanismo.
Nicholson, seguendo un suo interno progetto, incarica subito il suo aiutante Stolz di individuare la persona adatta al matrimonio temporaneo. E quella persona risultava essere il conte Jules de Barton, dai modi urbani e raffinati, ma impoverito. Jules si era imbarcato a Genova su un transatlantico alla volta degli Stati Uniti, dove sperava di trovare un lavoro. Contattato da Stolz, egli aveva accondisceso ad essere presentato a Nicholson, al cui studio era stato portato bendato, affinché non ne riconoscesse l'ubicazione.
Nicholson presenta a Jules un contratto in cui si specificava che, a fronte di un compenso, 15 giorni dopo il matrimonio il conte avrebbe dovuto consegnare a Nicholson il "diamante azzurro", che sarebbe rientrato allora nei possessi di Alice. Jules, di fronte all'impresa che risultava essere criminosa, ha dei dubbi, ma alla fine, costretto dalla necessità, firma.
Il matrimonio ha luogo, e Jules riceve i 5000 dollari promessi da Bang, che vanno a sommarsi alla ricompensa di Nicholson. La coppia comincia ad aversi in simpatia. Quando, 15 giorni dopo, Nicholson reclama il diamante azzurro, Jules – rendendosi conto dell'ingiustizia – si rifiuta di consegnarlo. Nicholson sottopone allora Jules ad un ultimatum: o consegnare il diamante entro una data ed ora stabilita, o la residenza di Alice (e Jules) sarebbe saltata in aria. Jules ingaggia un investigatore privato. Pochi minuti prima della prefissata esplosione i due trovano l'ordigno ad orologeria piazzato dagli uomini di Nicholson, e riescono a gettarlo nello stagno del parco del palazzo, dove esplode. L'investigatore è tramortito, e nell'occasione Jules è rapito dai complici del Dr. Nicholson.
Jules viene tenuto recluso negli scantinati del covo di Nicholson. Dopo un tentativo di evasione, Nicholson lo riagguanta di nuovo, e, per vendicarsi di non aver tenuto fede al contratto, lo fa gettare dalle arcate di un ponte su un fiume profondo. Fortunatamente, alcuni pescatori lo traggono in salvo. Anche Nicholson è esausto: si inietta allora una dose di una sostanza, che gli dà la forza di compiere un'effrazione presso Alice e Jules, e di impadronirsi finalmente del diamante azzurro. Intanto Jules ritorna da Alice, che è contenta di rivederlo sano e salvo.
Nicholson, per quanto non del tutto convinto, finisce col prestare il diamante alla sua donna, la ballerina di varietà Anitra, per la première di un suo spettacolo. Alla rappresentazione sono presenti, oltre a Nicholson, anche Jules e Alice, che riconoscono il diamante azzurro sul diadema di Anitra e tentano di recuperarlo. Anche Nicholson si avvede della situazione, penetra nel camerino di Anitra prima di Jules, le sottrae il diamante e fugge dalla finestra.
L'investigatore assoldato da Jules si è ripreso, incontra casualmente Nicholson per strada mentre si allontana dal teatro, e lo segue. Nicholson prende un treno, e l'investigatore è alle sue calcagna. Nello scompartimento, Nicholson, esausto, si inietta un'altra dose della sostanza, che gli dà la forza di sfuggire all'investigatore – che lo ricerca avventurandosi pericolosamente lungo le passerelle esterne del treno in corsa - rifugiandosi sul tetto del vagone, ma non la lucidità necessaria per non dimenticarsi il diamante azzurro nello scompartimento, dove l'investigatore lo trova e lo recupera. Nicholson, dalla sommità del treno, cade nello stesso fiume in cui aveva tentato di sopprimere Jules, e di lui non si sarebbe saputo più nulla.
La sera precedente alla data stabilita per il divorzio di Jules ed Alice, i due decidono di rimanere marito e moglie.

## Produzione
Una copia della pellicola, conservata a Det Danske Filminstitut, ha una lunghezza di 1350 metri.
Il personaggio del dottor Nicholson sarebbe stato ispirato da Doctor Nikola, un romanzo del 1896 dello scrittore australiano Guy Boothby.

## Distribuzione
Dr. Nicholson og den blaa Diamant è uscito nelle sale cinematografiche danesi il 17 luglio 1913; è stato successivamente distribuito (dalla Film Releases of America) negli Stati Uniti d'America, dove è uscito col titolo Doctor Nicholson and the Blue Diamond il 21 agosto 1913; l'uscita finlandese à avvenuta il 15 settembre dello stesso anno, coi titoli finlandese Tri Nicholson ja sininen jalokivi e svedese Dr. Nicholson och den blåa diamanten.
Il film è disponibile nel DVD del 2016 a cura della Silent Hall of Fame Enterprises ("Silent Gems Collection", vol. 78).